# 赵本夫
赵本夫（1948年—），男，江苏丰县人，中华人民共和国作家，中国作家协会原主席团委员，江苏省作家协会第三、四、五、六届副主席。